# Notocitellus adocetus
Notocitellus adocetus es una especie de roedor de la familia Sciuridae.

## Distribución geográfica y hábitat
Es una especie endémica de las tierras altas de arbustos en el occidente y centro de México, restringida a los estados de Guerrero, Michoacán, Jalisco y Estado de México.
Habita en ambientes secos y rocosos como el matorral xerófilo y el bosque tropical caducifolio, aunque también se asocia a zonas de cultivo. ￼Se distribuye entre los 200 y 1200 m s. n. m.

## Alimentación
Se ha reportado que N. adocetus se alimenta de frutos y semillas de Randia capitata, Caesalpinia coriaria, Cytocarpa procera, Crescentia alata, Acacia cochlyacanta, V. farnesiana, Prosopis jugiflora y Pithecellobium dulce, pero también se ha observado que consume Zea mays, Spondias purpurea, Cyperus rotundus y Mangifera indicata; invadiendo cultivos en temporadas de escasez de alimento.